# ジェノサイド条約締約国一覧

ジェノサイド条約締約国及び地域
調印と批准
加盟もしくは継承
署名のみ

ジェノサイド条約（Genocide Convention、正式名称:集団殺害罪の防止および処罰に関する条約、英語名:Convention on the prevention and Punishment of the Crime of Genocide ）は、集団殺害を国際法上の犯罪とし、防止と処罰を定めるための条約。ジェノサイド（「種族」(genos)と「殺害」(cide)の合成語）を定義し、前文及び19カ条から構成される。
1948年12月9日、第3回国際連合総会決議260A（III）にて全会一致で採択され、1951年1月12日に発効された。
2022年の時点で、152ヶ国が条約に批准。最近では2019年7月8日にモーリシャスが加盟。ドミニカ共和国は署名したものの未批准の状態にある。

## 批准または加盟
| 国及び地域(アルファベット順)     | 署名日         | 発効日         | 状態                                                              |
| -------------------------------- | -------------- | -------------- | ----------------------------------------------------------------- |
| アフガニスタン                   |                | 1956年3月22日  | 加盟                                                              |
| アルバニア                       |                | 1955年5月12日  | 加盟                                                              |
| アルジェリア                     |                | 1963年10月31日 | 加盟                                                              |
| アンドラ                         |                | 2006年9月22日  | 加盟                                                              |
| アンティグア・バーブーダ         |                | 1988年10月25日 | イギリスから継承                                                  |
| アルゼンチン                     |                | 1956年6月5日   | 加盟                                                              |
| アルメニア                       |                | 1993年6月23日  | 加盟                                                              |
| オーストラリア                   | 1948年12月11日 | 1949年7月8日   | 批准                                                              |
| オーストリア                     |                | 1958年3月19日  | 加盟                                                              |
| アゼルバイジャン                 |                | 1996年8月16日  | 加盟                                                              |
| バハマ                           |                | 1975年8月5日   | イギリスから継承                                                  |
| バーレーン                       |                | 1990年3月27日  | 加盟                                                              |
| バングラデシュ                   |                | 1998年10月5日  | 加盟                                                              |
| バルバドス                       |                | 1980年14日     | 加盟                                                              |
| ベラルーシ                       | 1949年12月16日 | 1954年8月11日  | 白ロシアSSRとして批准                                             |
| ベルギー                         | 1949年12月12日 | 1951年9月5日   | 批准                                                              |
| ベリーズ                         |                | 1998年3月10日  | 加盟                                                              |
| ボリビア                         | 1948年12月11日 | 2005年6月14日  | 批准                                                              |
| ボスニア・ヘルツェゴビナ         |                | 1992年12月29日 | ユーゴスラビアから継承                                            |
| ブラジル                         | 1948年12月11日 | 1952年4月15日  | 批准                                                              |
| ブルガリア                       |                | 1950年7月21日  | 加盟                                                              |
| ブルキナファソ                   |                | 1965年9月14日  | 加盟                                                              |
| ビルマ                           | 1949年12月30日 | 1956年3月14日  | 批准                                                              |
| ブルンジ                         |                | 1997年1月6日   | 加盟                                                              |
| カンボジア                       |                | 1950年10月14日 | 加盟                                                              |
| カナダ                           | 1949年11月28日 | 1952年9月3日   | 批准                                                              |
| カーボベルデ                     |                | 2011年10月10日 | 加盟                                                              |
| チリ                             | 1948年12月11日 | 1953年6月3日   | 批准                                                              |
| 中国                             | 1949年7月20日  | 1983年4月18日  | 中華民国として批准                                                |
| コロンビア                       | 1949年8月12日  | 1959年10月27日 | 批准                                                              |
| コモロ                           |                | 2004年9月27日  | 加盟                                                              |
| コスタリカ                       |                | 1950年10月14日 | 加盟                                                              |
| コートジボワール                 |                | 1995年12月18日 | 加盟                                                              |
| クロアチア                       |                | 1992年10月     | ユーゴスラビアから継承                                            |
| キューバ                         | 1949年12月28日 | 1953年3月4日   | 批准                                                              |
| キプロス                         |                | 1982年3月29日  | 加盟                                                              |
| チェコ                           |                | 1993年2月22日  | チェコスロバキアから継承1949年12月28日に署名 1950年12月21日に批准 |
| コンゴ民主共和国                 |                | 1962年5月31日  | ベルギー、 ザイールを通して継承                                   |
| ドミニカ国                       |                | 2019年5月13日  | 加盟                                                              |
| デンマーク                       | 1949年9月28日  | 1951年6月15日  | 批准                                                              |
| エクアドル                       | 1948年12月11日 | 1949年12月21日 | 批准                                                              |
| エジプト                         | 1948年12月12日 | 1952年2月8日   | 批准                                                              |
| エルサルバドル                   | 1949年4月27日  | 1950年9月28日  | 批准                                                              |
| エストニア                       |                | 1991年10月21日 | 加盟                                                              |
| エチオピア                       | 1948年12月11日 | 1949年7月1日   | 批准                                                              |
| フィジー                         |                | 1973年1月11日  | イギリスから継承                                                  |
| フィンランド                     |                | 1959年12月18日 | 加盟                                                              |
| フランス                         | 1948年12月11日 | 1950年10月14日 | 批准                                                              |
| ガボン                           |                | 1983年1月21日  | 加盟                                                              |
| ガンビア                         |                | 1978年12月29日 | 加盟                                                              |
| ジョージア                       |                | 1993年10月11日 | 加盟                                                              |
| ドイツ                           |                | 1954年11月24日 | 西ドイツとして加盟 東ドイツは1973年3月27日に加盟                  |
| ガーナ                           |                | 1958年12月24日 | 加盟                                                              |
| ギリシャ                         | 1949年12月29日 | 1954年12月8日  | 批准                                                              |
| グアテマラ                       | 1949年6月22日  | 1950年1月13日  | 批准                                                              |
| ギニア                           |                | 2000年9月7日   | 加盟                                                              |
| ハイチ                           | 1948年12月11日 | 1950年10月14日 | 批准                                                              |
| ホンジュラス                     | 1949年4月22日  | 1952年3月5日   | 批准                                                              |
| ハンガリー                       |                | 1952年1月7日   | 加盟                                                              |
| アイスランド                     | 1949年5月14日  | 1949年8月29日  | 批准                                                              |
| インド                           | 1949年11月29日 | 1959年8月27日  | 批准                                                              |
| イラン                           | 1949年12月8日  | 1956年8月14日  | 批准                                                              |
| イラク                           |                | 1959年1月20日  | 加盟                                                              |
| アイルランド                     |                | 1976年6月22日  | 加盟                                                              |
| イスラエル                       | 1949年8月17日  | 1950年3月9日   | 批准                                                              |
| イタリア                         |                | 1952年6月4日   | 加盟                                                              |
| ジャマイカ                       |                | 1968年9月23日  | 加盟                                                              |
| ヨルダン                         |                | 1950年4月3日   | 加盟                                                              |
| カザフスタン                     |                | 1998年8月26日  | 加盟                                                              |
| クウェート                       |                | 1995年3月7日   | 加盟                                                              |
| キルギス                         |                | 1997年9月5日   | 加盟                                                              |
| ラオス                           |                | 1950年12月8日  | 加盟                                                              |
| ラトビア                         |                | 1992年4月14日  | 加盟                                                              |
| レバノン                         | 1949年12月30日 | 1953年12月17日 | 批准                                                              |
| レソト                           |                | 1974年11月29日 | 加盟                                                              |
| リベリア                         | 1948年12月11日 | 1950年6月9日   | 批准                                                              |
| リビア                           |                | 1989年5月16日  | 加盟                                                              |
| リヒテンシュタイン               |                | 1994年3月24日  | 加盟                                                              |
| リトアニア                       |                | 1996年2月1日   | 加盟                                                              |
| ルクセンブルク                   |                | 1981年10月7日  | 加盟                                                              |
| マレーシア                       |                | 1994年12月20日 | 加盟                                                              |
| モルディブ                       |                | 1984年4月24日  | 加盟                                                              |
| マリ                             |                | 1974年7月16日  | 加盟                                                              |
| モーリシャス                     |                | 2019年7月8日   | 加盟                                                              |
| メキシコ                         | 1948年12月14日 | 1952年7月22日  | 批准                                                              |
| モルドバ                         |                | 1993年1月26日  | 加盟                                                              |
| モナコ                           |                | 1950年3月30日  | 加盟                                                              |
| モンゴル                         |                | 1967年1月5日   | 加盟                                                              |
| モンテネグロ                     | 2006年7月19日  | 2006年10月23日 | セルビア・モンテネグロから継承                                    |
| モロッコ                         |                | 1958年1月24日  | 加盟                                                              |
| モザンビーク                     |                | 1983年4月18日  | 加盟                                                              |
| ナミビア                         |                | 1994年11月28日 | 加盟                                                              |
| ネパール                         |                | 1969年1月17日  | 加盟                                                              |
| オランダ                         |                | 1966年6月20日  | 加盟                                                              |
| ニュージーランド                 | 1949年11月25日 | 1978年12月28日 | 批准                                                              |
| ニカラグア                       |                | 1952年1月29日  | 加盟                                                              |
| ナイジェリア                     |                | 2009年7月27日  | 加盟                                                              |
| 朝鮮民主主義人民共和国           |                | 1989年1月31日  | 加盟                                                              |
| ノルウェー                       | 1948年12月11日 | 1949年7月22日  | 批准                                                              |
| パキスタン                       | 1948年12月11日 | 1957年10月12日 | 批准                                                              |
| パナマ                           | 1948年12月11日 | 1950年1月11日  | 批准                                                              |
| パプアニューギニア               |                | 1982年1月27日  | 加盟                                                              |
| パラグアイ                       | 1948年12月11日 | 2001年10月3日  | 批准                                                              |
| ペルー                           | 1948年12月11日 | 1960年2月24日  | 批准                                                              |
| フィリピン                       | 1948年12月11日 | 1950年7月7日   | 批准                                                              |
| ポーランド                       |                | 1950年11月14日 | 加盟                                                              |
| ポルトガル                       |                | 1999年2月9日   | 加盟                                                              |
| 北マケドニア                     |                | 1994年1月18日  | ユーゴスラビアから継承                                            |
| ルーマニア                       |                | 1950年11月2日  | 加盟                                                              |
| ロシア                           | 1949年12月16日 | 1954年5月3日   | ソビエト連邦として批准                                            |
| ルワンダ                         |                | 1975年4月16日  | 加盟                                                              |
| セントビンセント・グレナディーン |                | 1981年11月9日  | 加盟                                                              |
| サウジアラビア                   |                | 1950年7月13日  | 加盟                                                              |
| セネガル                         |                | 1983年8月4日   | 加盟                                                              |
| セルビア                         |                | 2001年3月12日  | ユーゴスラビアとして加盟 1948年12月11署名 1950年8月29日批准       |
| セーシェル                       |                | 1992年5月5日   | 加盟                                                              |
| シンガポール                     |                | 1995年8月18日  | 加盟                                                              |
| スロバキア                       |                | 1993年5月28日  | チェコスロバキアから継承 1949年12月28日署名 1950年12月21日に批准  |
| スロベニア                       |                | 1992年7月6日   | ユーゴスラビアから継承                                            |
| 南アフリカ                       |                | 1998年12月10日 | 加盟                                                              |
| 韓国                             |                | 1950年10月14日 | 加盟                                                              |
| スペイン                         |                | 1968年9月13日  | 加盟                                                              |
| スリランカ                       |                | 1950年10月12日 | 加盟                                                              |
| パレスチナ国                     |                | 2014年4月2日   | 加盟                                                              |
| スーダン                         |                | 2003年10月13日 | 加盟                                                              |
| スウェーデン                     | 1949年12月30日 | 1952年5月27日  | 批准                                                              |
| スイス                           |                | 2000年9月7日   | 加盟                                                              |
| シリア                           |                | 1955年6月25日  | 加盟                                                              |
| タンザニア                       |                | 1984年4月5日   | 加盟                                                              |
| トーゴ                           |                | 1984年5月24日  | 加盟                                                              |
| トンガ                           |                | 1972年2月16日  | 加盟                                                              |
| トリニダード・トバゴ             |                | 2002年12月13日 | 加盟                                                              |
| チュニジア                       |                | 1956年11月29日 | 加盟                                                              |
| トルコ                           |                | 1950年7月31日  | 加盟                                                              |
| ウガンダ                         |                | 1995年11月14日 | 加盟                                                              |
| ウクライナ                       | 1949年12月16日 | 1954年11月15日 | ウクライナSSRとして批准                                           |
| アラブ首長国連邦                 |                | 2005年11月11日 | 加盟                                                              |
| イギリス                         |                | 1970年1月30日  | 加盟                                                              |
| アメリカ                         | 1948年12月11日 | 1988年11月25日 | 批准                                                              |
| ウルグアイ                       | 1948年12月11日 | 1967年7月11日  | 批准                                                              |
| ウズベキスタン                   |                | 1999年9月9日   | 加盟                                                              |
| ベネズエラ                       |                | 1960年7月12日  | 加盟                                                              |
| ベトナム                         |                | 1981年6月9日   | 加盟                                                              |
| イエメン                         |                | 1987年2月9日   | 南イエメン 北イエメン イエメンとして1989年4月6日加盟              |
| ジンバブエ                       |                | 1991年5月13日  | 加盟                                                              |

## 条約批准・未承認
| 国及び地域 | 署名日        | 発効日        | 状態 |
| ---------- | ------------- | ------------- | ---- |
| 中華民国   | 1949年7月20日 | 1951年7月19日 | 批准 |

## 署名したものの未批准
| 国及び地域     | 署名日         |
| -------------- | -------------- |
| ドミニカ共和国 | 1948年12月11日 |

## 参照
- “ジェノサイドニューヨークの犯罪の防止及び処罰に関する条約、1948年12月9日”. 国連人権高等弁務官事務所. 2009年5月27日閲覧。[リンク切れ]
- “Convention on the Prevention and Punishment of the Crime of Genocide”. UNTC UNITED NATIONS TREATY COLLECTION (2024年). 2024年6月4日閲覧。